# Eduardo Ferreira (escritor)
Eduardo Ferreira (Canelones, 6 de octubre de 1869 - Montevideo, 30 de julio de 1945) fue un crítico literario, periodista y profesor universitario uruguayo.

## Biografía
Eduardo Magno Ferreira Correa nació en Villa de Guadalupe (actual Canelones, Uruguay) en 1866. Sus padres fueron Joaquín Ferreira de Souza y María Adelaida Correa, ambos originarios de Portugal.
Trabajó como secretario del financista valenciano Emilio Reus a quien acompañó durante muchos años en sus actividades hasta el momento de su fallecimiento.
Fue director de La Tribuna Popular y en 1908 ingresó en la redacción del diario La Razón encargándose de la sección de crítica de arte primero y a raíz de la muerte de Samuel Blixen asumió la dirección del mismo desde 1909 a 1916. Tuvo un período que abandonó el mencionado diario para pasar a dirigir El Siglo (Uruguay) hasta 1919, volviendo a La Razón hasta 1922. Fue fundador y director del diario Imparcial desde su aparición el 1º de setiembre de 1924 hasta abril de 1933.
Utilizó los seudónimos «Teógenes» para sus críticas teatrales, «Gil Pérez» para aspectos artísticos y «Gringoine» para crítica literaria. También utilizó el seudónimo «El Doctor X».
Fue Presidente de la Asociación de la Prensa y presidente del Círculo de la Prensa de Montevideo entre los años 1917 y 1919. También ejerció la presidencia del SODRE entre 1938 y 1940
Realizó múltiples prólogos y semblanzas, una de ellas junto a Ernesto Laroche en 1938: Algunos pintores y escultores. También escribió una semblanza literaria sobre El Picaflor' de Juan Torrendel.
Fue profesor de literatura de enseñanza secundaria desde 1917 hasta poco antes de su fallecimiento en 1945.
En Montevideo, Uruguay, una calle en el barrio Malvín lo recuerda.